# Pod klobukom
Pod klobukom je bila mladinska igrano-izobraževalna oddaja, ki jo je TV Slovenija predvajala od 1994 do 8. junija 2011, v tem času so ustvarili več kot 200 oddaj.
Voditelj je bil Davor Božič ob pomoči različnih sovoditeljic, večinoma plesalk ali igralk kot sta bili Katja Mlakar (1996-2001) in Barbara Cerar (-2011). Skozi leta so v oddaji sodelovali tudi igralci in improvizatorji kot so Goro Osojnik in Žiga Saksida, Tina Vrbnjak, Aljaž Jovanović, Medea Novak in Roman Končar. Oddaja je redno sodelovala s Plesno šola Kazina in plesalci Mojce Horvat.
Urednica in scenaristka oddaje je bila Tatjana Trtnik.
Davor Božič je pri ZKP RTV Slovenija 1995 izdal tudi CD in kaseto z naslovom Pod klobukom, vendar zbirka nima neposredne zveze z oddajo, vsebuje predvsem poslovenjene pesmi iz znanih animiranih filmov.